# Begleitete Sexualität
Begleitete Sexualität bezeichnet ein Angebot für Menschen, die aufgrund von Behinderung, Krankheit oder Alter Schwierigkeiten haben, ihre sexuellen Bedürfnisse selbstständig zu befriedigen. Dabei unterstützen speziell ausgebildete Fachkräfte (Sexualbegleiter) diese Menschen darin, ihre Sexualität auf eine sichere und selbstbestimmte Weise auszuleben. Ziel ist es, die sexuelle Selbstbestimmung und das Wohlbefinden der Betroffenen zu fördern. Die Unterstützung kann von der Hilfe bei der Vorbereitung, einschließlich der Körperpflege, über den Zugang zu und die Nutzung von Sexualhilfsmitteln oder sexuellen Dienstleistungen bis hin zur körperlichen Unterstützung bei der Bewegung und Positionierung reichen.
Begleitete Sexualität unterscheidet sich von der Surrogatpartnerschaft durch ihren Fokus auf die sexuelle Unterstützung von Menschen mit Behinderungen, um ihnen Nähe und Befriedigung zu ermöglichen, während letztere ein therapeutischer Ansatz zur Überwindung psychischer Blockaden durch sexuelle Erfahrungen ist.

## Geschichte
In der Schweiz hatte die Behindertenorganisation Pro Infirmis 2003 den ersten Ausbildungsgang geplant. Harter Widerstand in der Öffentlichkeit, verbunden mit Spendenrückgang, führte zur Gründung der Fachstelle Behinderung und Sexualität, die 2004 die Ausbildung unter der neuen Bezeichnung „SexualassistentInnen“ aufnahm. In der Schweiz gibt es derzeit eine Öffnung des Ausbildungsangebotes in Richtung Geschlechtsverkehr und auch für homosexuelle Klienten.
Im Bereich der Behinderten-Assistenz hat Nina de Vries zusammen mit Lothar Sandfort Mitte der 1990er Jahre erstmals Sexualbegleitung angeboten. Pro Familia führt dazu aus: „Es gibt erkennbare Professionalisierungsbestrebungen und Stimmen, die nur diejenigen als SexualbegleiterInnen bezeichnen wollen, die – einem geschützten Berufsbild vergleichbar – über eine spezielle Ausbildung und fachliche Qualifikation verfügen.“

## Rechtliche Situation Deutschland
In seiner Rechtsprechung hat das Bundesverfassungsgericht die sexuelle Selbstbestimmung als grundlegendes Element des allgemeinen Persönlichkeitsrechts anerkannt (Art. 2 Abs. 1 GG in Verbindung mit Art. 1 Abs. 1 GG). Daraus resultiert das Recht jedes Menschen, seine Sexualität frei und selbstbestimmt auszuleben. Für Menschen mit Behinderungen oder Einschränkungen kann die praktische Umsetzung dieses Rechts jedoch mit besonderen Herausforderungen verbunden sein, da sie möglicherweise auf Unterstützung angewiesen sind, um ihre sexuellen Bedürfnisse und Wünsche zu verwirklichen.

## Aktive und passive Sexualassistenz
Passive Sexualassistenz beinhaltet das Besorgen von sexuellen Artikeln (beispielsweise Kondom, Vibrator, Sexfilm), Sexualberatung, Herstellen von Kontakten (Partner, Sexualbegleiter, Prostituierte), vorbereitende Tätigkeiten (Transport zu einer Prostituierten, Entkleiden eines Paares für den sexuellen Kontakt, Schutz vor Fremdbestimmung und struktureller Gewalt). Sie kann Handlungen wie Streicheln, Umarmen, Halten und Liebkosen beinhalten, was eine strenge Trennung zur aktiven Sexualassistenz schwierig macht.
Aktive Sexualassistenz beinhaltet sexuelle Massage, Handbefriedigung und Geschlechtsverkehr, also bei Entgeltlichkeit Prostitution. Es soll insbesondere um Hilfe zur Selbsthilfe, also um Selbstbefriedigung, Sexual- und Kontaktberatung gehen.

## Ethik und Kritik
Die Befürworter der Sexualassistenz sind überzeugt, dass diese Praxis es Menschen mit Behinderungen ermöglicht, ihre sexuellen Rechte auf der gleichen Grundlage wie nicht behinderte Menschen auszuüben, wodurch die Sexualassistenzdienste in die gleiche Kategorie wie jede andere Form der sozialen Unterstützung eingeordnet werden. Die Gegner sind der Ansicht, dass es sich um eine Form der Prostitution handelt, die ihrer Ansicht nach sexuelle Ausbeutung darstellt und abgeschafft werden sollte.

## Dokumentationen
- 37 Grad: Sexualbegleitung: Sex, Intimität und Selbstbestimmung für Menschen mit Behinderung I 37 Grad auf YouTube, 20. März 2025, abgerufen am 23. März 2025 (Laufzeit: 17:10 min.).